# Rosemary's Baby (novela)
Rosemary's Baby («El bebé de Rosemary» en español) es un superventas de terror publicado en 1967 por el escritor estadounidense Ira Levin, de quien es el segundo libro. Fue adaptado al cine por Roman Polanski en 1968.

## Argumento[2][3]
El libro se centra en Rosemary Woodhouse, quien junto a su marido Guy (un actor en ascenso) se muda a Bramford, un antiguo edificio de apartamentos neoyorquino de estilo neogótico. Ambos deciden quedarse allí, a pesar de las advertencias que reciben acerca de unas historias perturbadoras que envuelven brujería y asesinato. Rosemary anhela tener hijos, mientras que Guy prefiere esperar a estar más establecidos. 
La pareja es bien recibida y agasajada por sus vecinos Minnie y Roman Castevet, una pareja de ancianos excéntricos. Rosemary considera que son bastante entrometidos y extravagantes, pero Guy comienza a visitarlos cada vez más a menudo. Después de que un actor rival se vuelva sorpresivamente ciego, Guy consigue un papel importante en una obra teatral. Tras esto, Guy se muestra de acuerdo con Rosemary sobre la conveniencia de tener su primer hijo. La actuación de Guy le concede buenas críticas y, de esta manera, va consiguiendo papeles cada vez más importantes, comenzando una carrera en Hollywood. 
A raíz de la advertencia de un amigo, quien también enferma repentinamente, Rosemary descubre que sus vecinos son los líderes de una secta satánica, y comienza a sospechar que quieren robarle a su hijo para utilizarlo en un ritual de sacrificio al Demonio. Sin embargo, no puede convencer a nadie más y pronto comprueba que no hay nadie que esté de su lado, a excepción de su marido. Finalmente, Rosemary comprende que estaba equivocada acerca de la razón oculta para querer al bebé: el niño es el Anticristo y Guy no es su verdadero padre. 

## Secuela
Levin publicó una segunda parte de la novela en 1999, titulada El Hijo de Rosemary, y se la dedicó a Mia Farrow.

## Adaptaciones
La novela fue adaptada en 1968 por Roman Polanski, con Mia Farrow, John Cassavetes y Ruth Gordon. Tuvo una secuela televisiva en 1976, titulada Look what happened to Rosemary's Baby, dirigida por Sam O'Steen y protagonizada por Patty Duke, Stephen McHattie y Ruth Gordon, quien repitió el papel que hizo en la película de Polanski.
En 2014, se estrenó una nueva adaptación del libro en formato de miniserie, Rosemary's Baby, creada por Scott Abbott y James Wong, dirigida por Agnieszka Holland y protagonizada por Zoe Saldaña, Patrick J. Adams, y Jason Isaacs. Fue transmitida por NBC. 